# Metopoceras gypsata
Metopoceras gypsata là một loài bướm đêm trong họ Noctuidae.